# Министерство на леката и хранителната промишленост
Министерството на леката и хранителната промишленост (МЛХП) е министерство в България, съществувало в периода: 1953-1956 година.

## История
Създадено е на 11 декември 1953 г. с указ № 485 при реорганизация на министерството на леката промишленост и министерството на доставките и хранителната промишленост в министерство на леката и хранителната промишленост и министерство на доставките. Към министерството преминават всички организации на хранителната, захарната и консервната индустрия. Сред задачите на министерството е да задоволява населението със стоки от първа необходимост.
На 30 декември 1956 г. с указ № 502 министерството е разделено на Министерство на леката промишленост и Министерство на хранителната промишленост.

## Министри на леката и хранителната промишленост
| правителство | име             | дати                              | партия | партия |
| ------------ | --------------- | --------------------------------- | ------ | ------ |
| 66           | Атанас Димитров | 11 декември 1953 – 16 януари 1954 | БКП    |        |
| 67           | Атанас Димитров | 16 януари 1954 – 30 декември 1956 | БКП    |        |